# Djaimilia Pereira de Almeida
Ana Djaimilia dos Santos Pereira de Almeida Brito ComIH • ComSE (Luanda, 1982), mais conhecida por Djaimilia Pereira de Almeida, é uma escritora portuguesa nascida em Angola. É professora da New York University, NYU. Cresceu em Portugal, nos arredores de Lisboa. Considerada representante de uma literatura acerca de raça, género e identidade, ganhou notoriedade a partir da publicação, em 2015, do seu primeiro romance, Esse Cabelo.

## Percurso
Licenciou-se em Estudos Portugueses na Universidade Nova de Lisboa. A sua dissertação de mestrado, Amadores, escrita em 2006, foi distinguida com o Prémio Primeiras Teses 2010, atribuído pelo Centro de Literatura Portuguesa da Universidade de Coimbra. Doutorou-se em 2012 em Teoria da Literatura pelo Programa em Teoria da Literatura da Universidade de Lisboa .
Esse Cabelo, seu primeiro livro, publicado em 2015, combina elementos biográficos com romance e ensaio e parte da experiência de uma garota de pele negra e cabelo crespo, oriunda de Angola, na sociedade portuguesa de meados dos anos 1980. Começou a escrevê-lo quando deixou a vida académica, no entanto, afirma encontrar uma relação entre o livro e a sua tese de doutoramento. 
Escreveu no New York Times, Granta, la Repubblica, Folha de S.Paulo, Serrote, entre outras publicações. Escreve na Revista Quatro Cinco Um.
Na Primavera de 2022, foi a escritora residente da Literaturhaus Zürich.
Em Março de 2021, foi nomeada consultora para os Direitos Humanos, Igualdade de Oportunidades e Não-Discriminação da Casa Civil do Presidente da República, Marcelo Rebelo de Sousa. Cessou funções em Agosto de 2023. Desde Setembro de 2023, é professora da New York University, NYU. Em Maio de 2023, foi nomeada pelo Ministério da Cultura para integrar, como vogal, o conselho diretivo da Fundação Centro Cultural de Belém para o mandato 2023-2026. Cessou funções em Setembro do mesmo ano.
A 20 de julho de 2023, foi agraciada com o grau de Comendador da Ordem do Infante D. Henrique. A 12 de fevereiro de 2025, foi agraciada com o grau de Comendador da Ordem Militar de Sant'Iago da Espada.

## Prémios e distinções
Prémios
- 2025: Vence o Prémio Virgílio Ferreira 2025, atribuído pela Universidade de Évora.[8]
- 2024: Grande Prémio do Romance e Novela da Associação Portuguesa de Escritores por Toda a ferida é uma beleza.[9]
- 2023: Prémio Alumni FLUL - Faculdade de Letras da Universidade de Lisboa.[10]
- 2020: Oceanos, Prémio de Literatura em Língua Portuguesa por A Visão das Plantas, segundo lugar.
- 2019: Oceanos, Prémio de Literatura em Língua Portuguesa por Luanda, Lisboa, Paraíso.
- 2019: Prémio Literário Fundação Eça de Queiroz por Luanda, Lisboa, Paraíso.
- 2019: Prémio Literário Fundação Inês de Castro por Luanda, Lisboa, Paraíso. [11][12][13].
- 2016: Prémio Novos 2016 - Literatura por Esse Cabelo.
- 2013: Prémio de ensaísmo serrote, Instituto Moreira Salles, Brasil, terceiro lugar.[13]
- 2010: Prémio Primeiras Teses 2010 por Amadores.

Distinções
- 2022: Finalista, Oceanos, Prémio de Literatura em Língua Portuguesa por Maremoto.
- 2022: Finalista, Prémio Literário Fernando Namora 2022 por Maremoto.
- 2022: Finalista, Prémio Pen Clube Narrativa 2022 por Maremoto.
- 2022: Finalista, Grande Prémio de Romance e Novela APE/DGLAB por Maremoto.
- 2022: Finalista, Prémio Literário Casino da Póvoa 2022 por Maremoto.
- 2021: Finalista, Grande Prémio de Romance e Novela APE/DGLAB por As Telefones.
- 2020: Finalista, PEN America Translation Prize por That Hair, com Eric B. Becker.
- 2020: Finalista, Prémio Literário Fernando Namora 2019 por A Visão das Plantas.
- 2020: Finalista, Prémio Pen Clube Narrativa 2019 por A Visão das Plantas.
- 2020: Finalista, Grande Prémio de Romance e Novela APE/DGLAB por A Visão das Plantas.
- 2019: Finalista, Prémio Pen Clube Narrativa 2018 por Luanda, Lisboa, Paraíso.
- 2019: Finalista, Grande Prémio de Romance e Novela APE/DGLAB por Luanda, Lisboa, Paraíso.
- 2018: Finalista, Prémio Literário Casino da Póvoa 2018 por Esse Cabelo.
- 2018: Bolsa de criação literária na área de ficção narrativa / DGLAB / Ministério da Cultura de Portugal.[14]
- 2016: Finalista, 8º ciclo da Rolex Mentor and Protégé Arts Initiative.

## Obra
É autora dos livros: 
- 2015, Esse Cabelo, Teorema. ISBN 9789724750385.
- 2017, Esse Cabelo: A tragicomédia de um cabelo crespo que cruza fronteiras. Leya
- 2017, Ajudar a cair, Fundação Francisco Manuel dos Santos, ISBN 9789898838919.
- 2018, Luanda, Lisboa, Paraíso, editora Companhia das Letras, ISBN 9789896655914.
- 2019, Pintado com o pé, Relógio D’Água Editores, ISBN 9789896419172.
- 2019, A Visão das Plantas, Relógio D'Água Editores, ISBN 9789896419752.
- 2020, Colagem/Coragem, Edição de autor, Sem ISBN.
- 2020, As Telefones. Relógio D'Água Editores, ISBN 978-989-783-011-2
- 2020, Regras de Isolamento, Fundação Francisco Manuel dos Santos, ISBN 978-989-9004-74-0
- 2021, Maremoto, Relógio D'Água Editores, ISBN 9789897831232
- 2021, Os Gestos, Relógio D’ Água Editores, EAN: 9789897831928
- 2021, Três Histórias de Esquecimento, Relógio D’ Água Editores. EAN: 9789897831935
- 2022, Ferry, Relógio D’ Água Editores, EAN: 9789897832949
- 2023, Toda a Ferida é uma Beleza (com ilustrações de Isabel Baraona), Relógio D’ Água Editores, EAN: 9789897833649
- 2023, O que é ser uma escritora negra hoje, de acordo comigo. Todavia Livros, ISBN 978-65-5692-473-1